# Улица 10 Августа
Улица 10-го Августа — улица в исторической части города Иванова. Проходит от Крутицкой улицы до улицы Карьерной.

## История

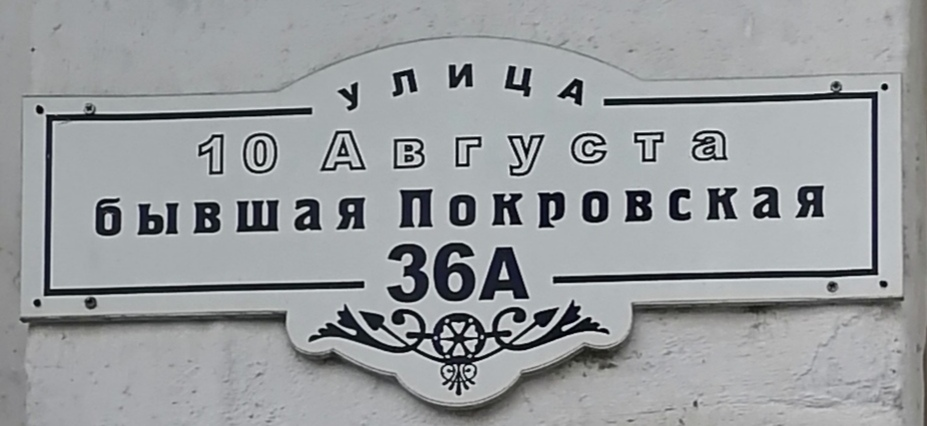

Современная улица соединила в себе две прежние — Покровскую (в конце XVIII века носившую название Пахотная) улицу и улицу Кокуй (по протекавшему здесь ручью Кокую), в которую в начале XX века вошёл переулок Бердникова.
В 1927 году улица была продлена включением в неё Ново-Петропавловской улицы, бывшей Рылихи.
Современное название улица получила в 1918 году, в нём увековечена трагическая дата в истории города : 10 (23 — по новому стилю) августа 1915 года на улице в результате столкновения рабочих и вооружённых солдат погибло 30 человек, было много раненых.
На улице находится старейшее в Иванове здание — Щудровская палатка XVII века постройки.

## Известные жители

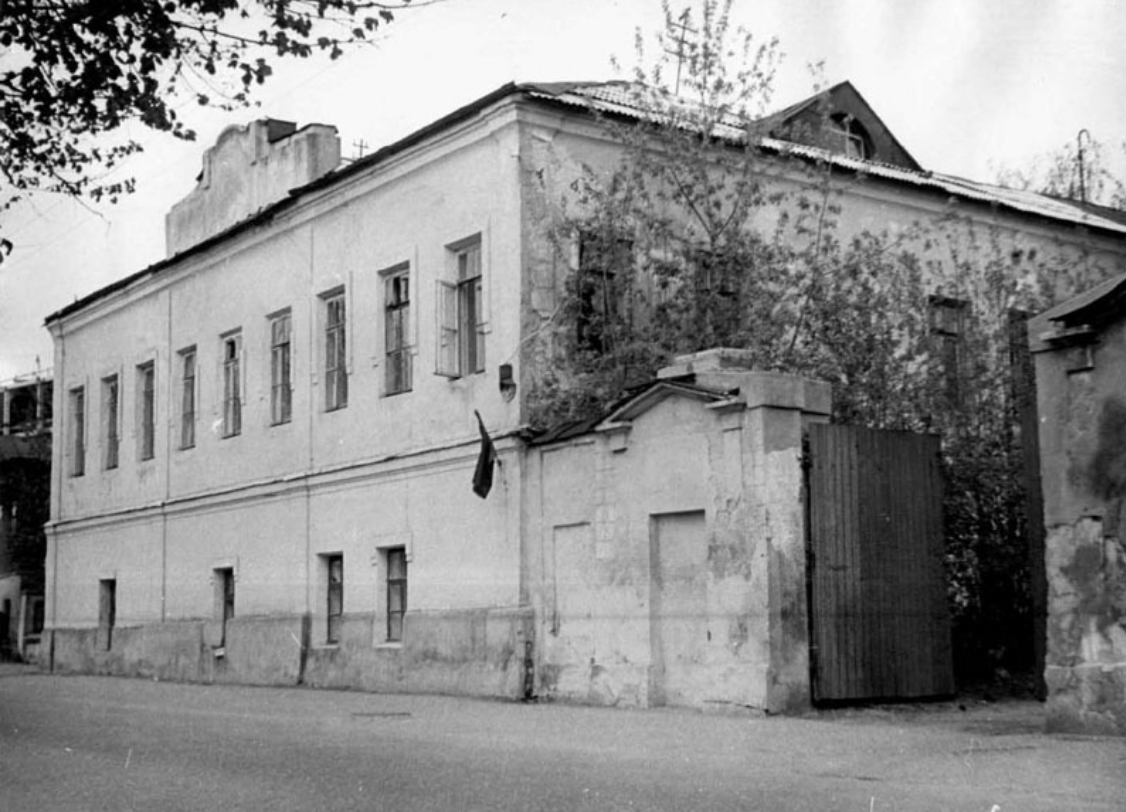
Дом Я. П. Гарелина (ныне — ул. 10-го Августа, 19)

д. 15 — родился и до 1862 года жил писатель-народник Ф. Д. Нефёдов (1838—1902).
д. 19 — Яков Гарелин (1820—1890), известный фабрикант и меценат.
д. 79/21 — Апполинария Суслова (1840—1918), русская писательница, возлюбленная Ф. М. Достоевского, и Надежда Суслова (1843—1918), физиолог, хирург, гинеколог, первая из русских женщин — доктор медицины

## Достопримечательности
Памятник борцам революции
Обелиск жертвам расстрела демонстрации Иваново-Вознесенских рабочих 10 августа 1915 года
Церковь-часовня иконы Божией Матери Феодоровская
Памятник Я. П. Гарелину у д. 18А
д. 2 — бывший дом В. А. Ситнина 
д. 5 — бывший дом Х. Д. Дарьинской 
д. 6 — бывший дом И. К. Соколова 
д. 7 — бывший дом И. А. Гоголева 
д. 9 — бывший дом В. Ф. Безенова 
д. 10 — бывший дом Т. С. Бобкова 
д. 12 — бывший дом А. И. Рыбанова 
д. 13 — усадьба Ф. Е. Глебова 
д. 15 — дом, в котором в 1838 г. родился и до 1862 г. жил писатель-народник Ф. Д. Нефедов
д. 16 — бывший дом В. А. Гандурина
д. 17 — бывший дом П. Ф. Теплякова
д. 36А — Щудровская палатка  — одно из зданий вотчинного двора князей Черкасских, датируется второй половиной XVII века. Вероятно, использовалось как приказная изба. С первой половины XIX в. здесь размещалось производство набойки.
Памятник музыканту Аркадию Северному.

## Галерея

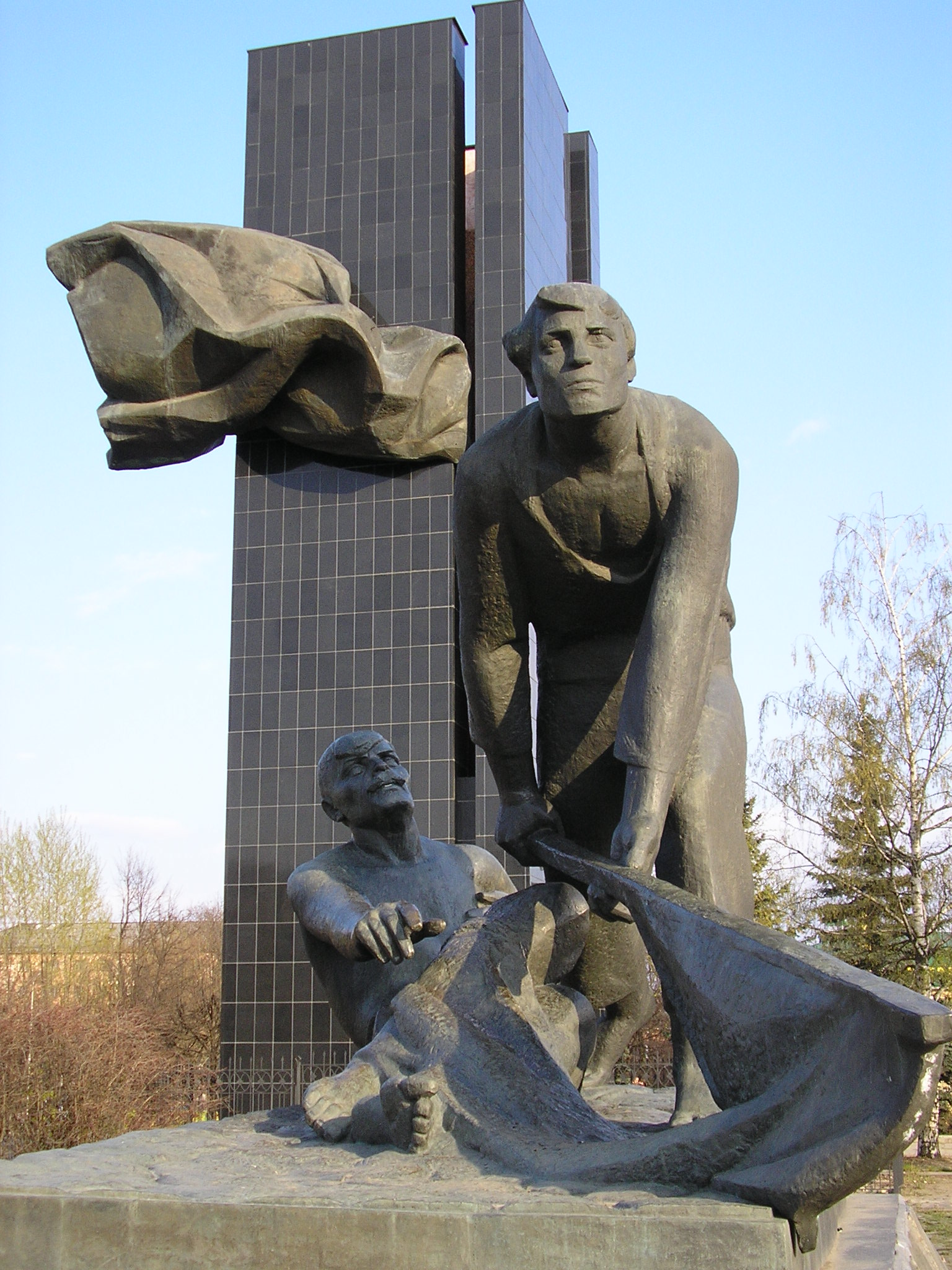
Памятник бойцам революции
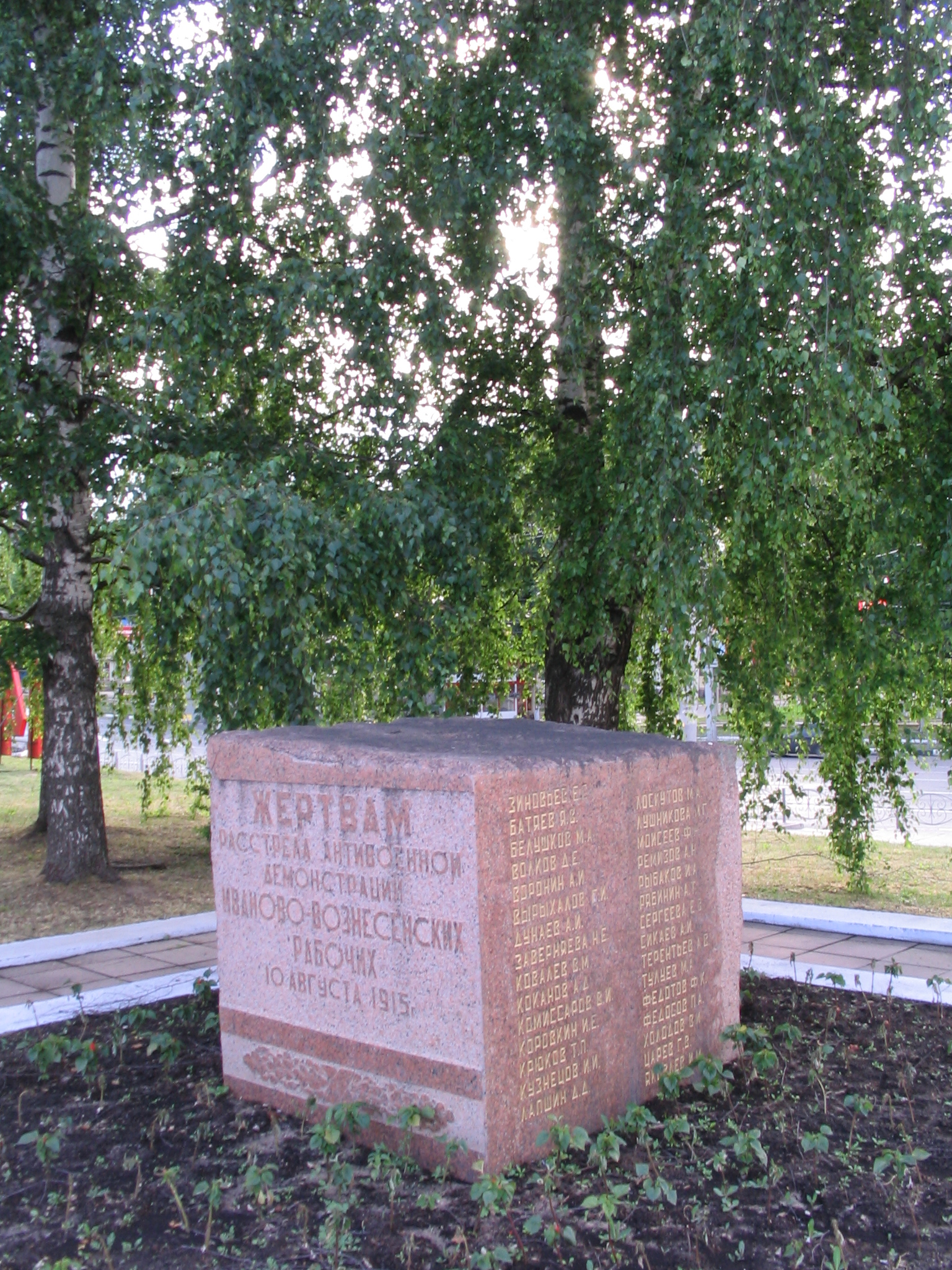
Памятный камень «Жертвам расстрела антивоенной демонстрации Иваново-Вознесенских рабочих 10 августа 1915 года»
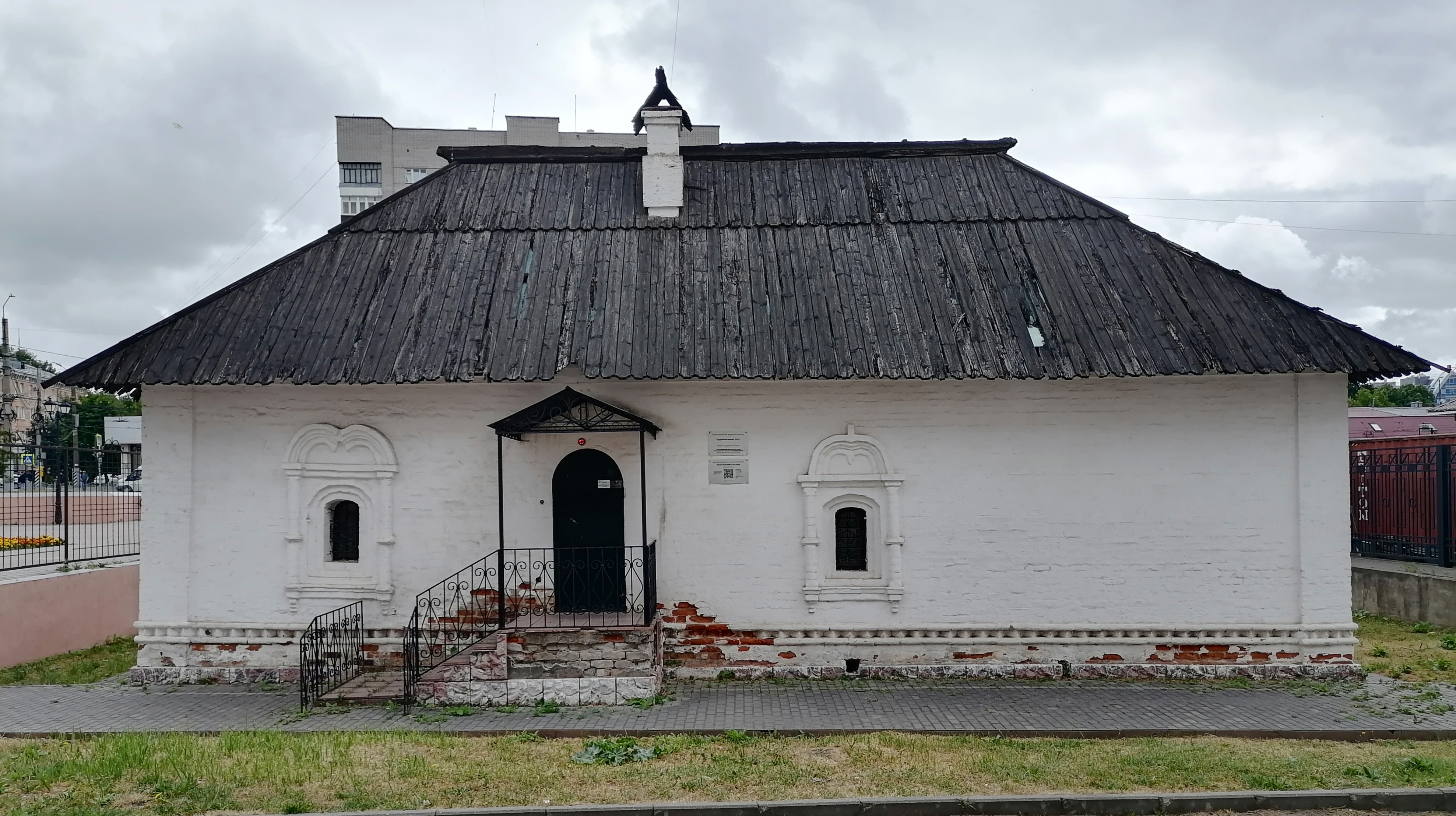
Щудровская палатка
Памятник Якову Гарелину
Памятник Аркадию Северному